# Villa Montellano
Villa Montellano, o semplicemente Montellano, è uno dei comuni della Repubblica Dominicana con 18.280 abitanti nella Provincia di Puerto Plata.